# Comté de Fulton (Pennsylvanie)
Pour les articles homonymes, voir Comté de Fulton.
Le comté de Fulton, en anglais : Fulton County, est un comté américain de l'État de Pennsylvanie. Au recensement de 2020, le comté compte 14 556 habitants. Il a été créé le 19 avril 1851, à partir du comté de Bedford et tire son nom de l'inventeur Robert Fulton. Le siège du comté se situe à McConnellsburg.

## Démographie
| Groupe            | Comté de Fulton | Pennsylvanie | États-Unis |
| ----------------- | --------------- | ------------ | ---------- |
| Blancs            | 94,3            | 73,5         | 58         |
| Latino-Américains | 1               | 8,1          | 19         |
| Afro-Américains   | 0,8             | 10,5         | 12,1       |
| Asiatiques        | 0,3             | 3,4          | 6,2        |
| Métis             | 3,2             | 3,3          | 4,1        |
| Autres            | 0,1             | 0,4          | 0,5        |
| Amérindiens       | 0,2             | 0,1          | 0,9        |
| Océano-américains | 0,02            | 0,02         | 0,2        |
| Total             | 100             | 100          | 100        |